# Erve
Pour les articles homonymes, voir Erve (homonymie).
L'Erve est une rivière française des deux départements de la Mayenne et de la Sarthe, en région Pays de la Loire, et un affluent droit de la Sarthe, donc un sous-affluent de la Loire.

## Géographie
Elle a sa source sur la marge sud des Coëvrons, à proximité de la forêt de Sillé-le-Guillaume, au-dessus de Vimarcé, au lieu-dit la Chevrie, à 215 m d'altitude, dans le parc naturel régional Normandie-Maine.
De 71,5 km de longueur, elle arrose successivement Vimarcé, Saint-Georges-sur-Erve, Assé-le-Bérenger, Sainte-Suzanne-et-Chammes (où elle alimentait 18 moulins), Saint-Jean-sur-Erve, Saint-Pierre-sur-Erve, Saulges, Ballée.
Elle entre dans le département de la Sarthe, où elle reçoit par la rive gauche le Treulon à Auvers-le-Hamon, puis rejoint la Sarthe en rive droite à Sablé-sur-Sarthe, à 24 m d'altitude.

### Communes traversées
Dans les deux départements de la Mayenne et de la Sarthe, l'Erve traverse dix-sept communes et cinq cantons :
- dans le sens amont vers aval : Vimartin-sur-Orthe à Vimarcé (source), Saint-Georges-sur-Erve, Assé-le-Bérenger, Voutré, Torcé-Viviers-en-Charnie, Sainte-Suzanne-et-Chammes, Saint-Jean-sur-Erve, Saint-Pierre-sur-Erve, Thorigné-en-Charnie, Saulges, Chémeré-le-Roi, Ballée, Épineux-le-Seguin, Auvers-le-Hamon, Juigné-sur-Sarthe, Sablé-sur-Sarthe (confluence).

Soit en termes de communauté de communes, l'Erve prend source dans la communauté de communes des Coëvrons, traverse la communauté de communes du Pays de Meslay-Grez, et conflue dans la communauté de communes de Sablé-sur-Sarthe, le tout dans les trois arrondissement de Laval, arrondissement de Château-Gontier, et arrondissement de la Flèche.

### Toponymes

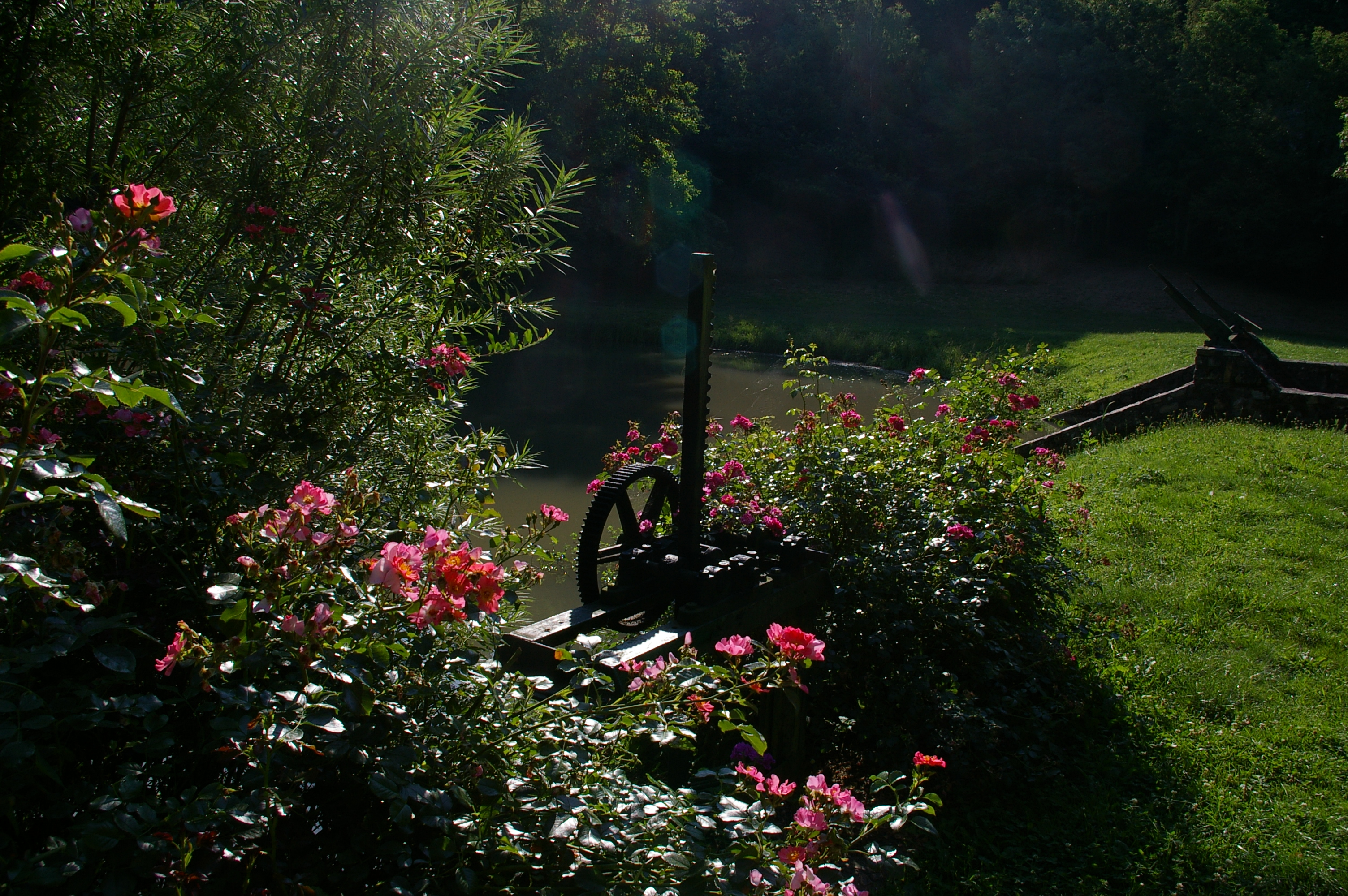
Le bief du Pont-neuf à Sainte-Suzanne.

Plusieurs noms de localités situées sur le cours de la rivière sont associés au déterminant complémentaire sur-Erve. En outre, Erve ou Erves servent aussi à désigner :
- Saint-Georges-sur-Erve (Mayenne)
- Saint-Jean-sur-Erve (Mayenne)
- Saint-Pierre-sur-Erve (Mayenne)
- Gastines-sur-Erve rattachée à Sablé-sur-Sarthe (Sarthe),
- l'ex-communauté de communes d'Erve et Charnie.
- Sainte-Suzanne pendant la Révolution française a pris le nom de Mont-d'Erve[6].
- Les Erves est un hameau à deux kilomètres au nord de Sainte-Suzanne qui comprenait un moulin[7], une ferme[8], des fours à chaux, et un groupe de monuments mégalithiques qui donnèrent lieu à d'importantes fouilles archéologiques au XIXe siècle et au XXe siècle. Le dolmen qui subsiste aujourd'hui est le plus vieux monument de la Mayenne.

- La dénomination "vallée de l'Erve" est couramment utilisée pour désigner le canyon karstique situé entre Saint-Pierre-sur-Erve, Thorigné-en-Charnie et Saulges. Incluant les grottes de Saulges, ce lieu est classé Natura 2000. Il est prévu d'y installer en 2014, dans le cadre du Pays d'art et d'histoire Coëvrons-Mayenne, un centre d'interprétation dénommé Espace nature et préhistoire de Saulges.

### Organisme gestionnaire
La collectivité gestionnaire de ce cours d'eau est le syndicat du Bassin entre Mayenne et Sarthe, basé à Sainte-Suzanne. Ce syndicat est la fusion de plusieurs autres syndicats de rivières du territoire dont le syndicat de l'Erve, ancien organisme gestionnaire de l'Erve. Cet ancien syndicat a été fondé en 1985, en comprenant quinze communes solidaires et œuvrant à la restauration des milieux aquatiques et des zones humides.

## Affluents

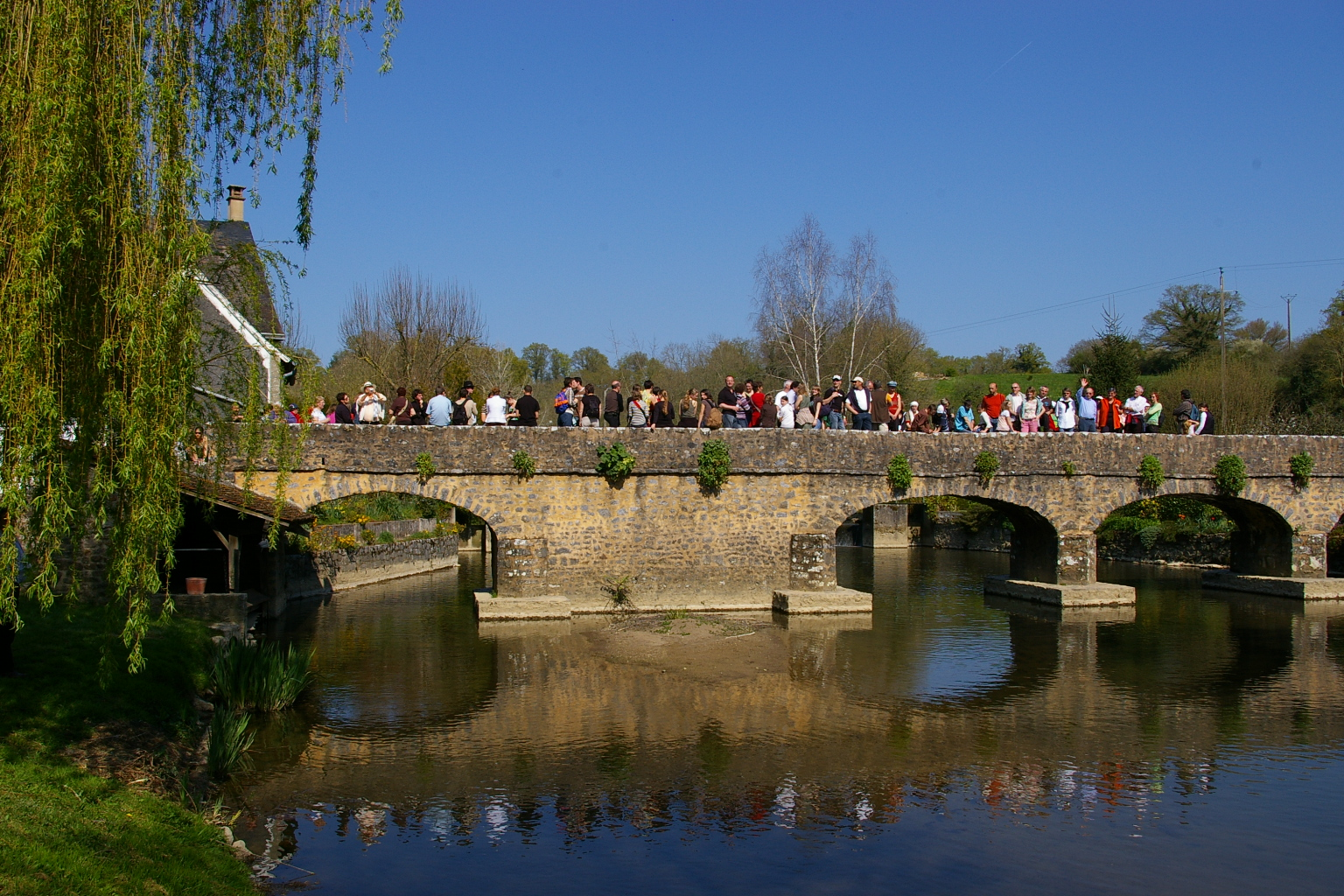
Pont piétons de Saint-Pierre-sur-Erve.

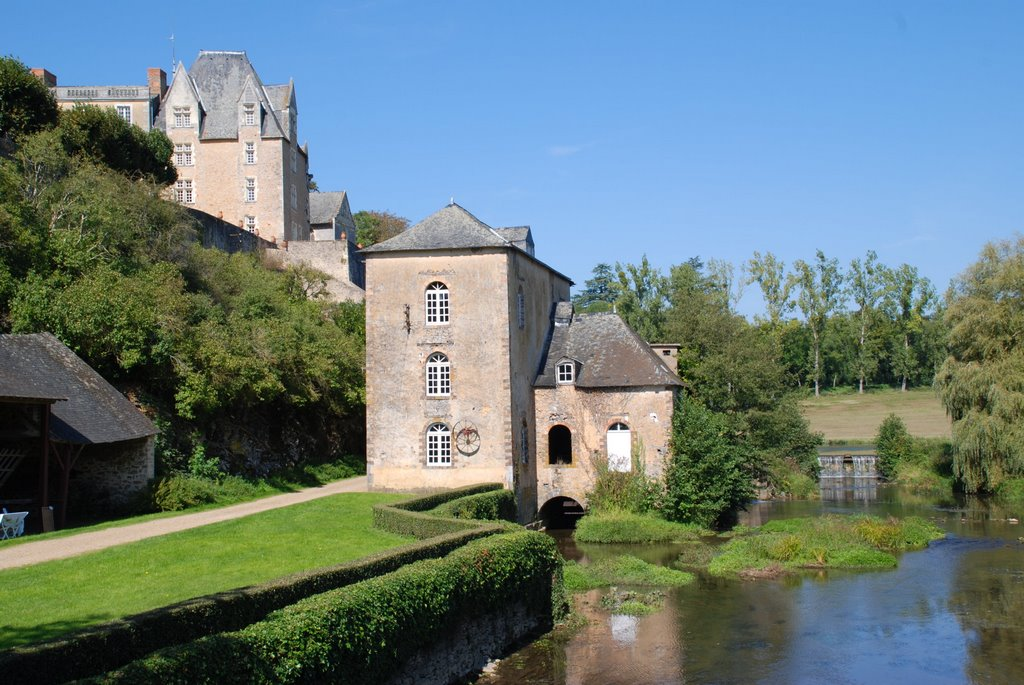
le Moulin de Thévalles et le Château de Thévalles à Chémeré-le-Roi.

L'Erve a douze affluents référencés dont :
- le ruisseau du Grilmont (rg), 2,4 km sur les deux communes de Vimarcé et Saint-Martin-de-Connée.
- le ruisseau d'Ambriers (rg), 6 km sur les deux communes de Voutré et Torcé-Viviers-en-Charnie.
- le ruisseau du Pont d'Orval ou ruisseau du Grand Étang ou ruisseau de la Bonde (rd), 11,7 km sur les deux communes de Saint-Suzanne et Chammes avec deux affluents :
  - le ruisseau de l'Étang des Landes (rg), 2,7 km sur les quatre communes de Châtres-la-Forêt, Évron, Saint-Suzanne, et Chammes.
  - le ruisseau de l'Étang des Pins (rd), 4,2 km sur les deux communes de Chammes et Saint-Léger avec deux affluents.
- le Bas des Bois ou ruisseau du Gast (rd), 4,2 km sur les deux communes de Saint-Jean-sur-Erve, et Chammes avec un affluent :
  - de 0,7 km sur la seule commune de Saint-Jean-sur-Erve.
- le ruisseau de Montauron (rd), 2,5 km sur la seule commune de Saint-Jean-sur-Erve avec un affluent.
- le ruisseau de la Douettée (rg), 2,6 km sur la seule commune de Saint-Jean-sur-Erve.
- le ruisseau des Cimetières (rd), 3,8 km sur la seule commune de Saint-Jean-sur-Erve.
- le ruisseau de la Haiemelaie (rd), 3,1 km sur les deux communes de Saint-Jean-sur-Evre et Saint-Pierre-sur-Evre.
- le Laugrotte ou Langrotte (rd), 6 km sur les trois communes de Saulges, Saint-Pierre-sur-Erve, et Vaiges.
- le ruisseau de la Forge (rd), 6,3 km sur les deux communes de La Bazouge-de-Chémeré, et Chémeré-le-Roi.
- le Treulon (rg), 37,8 km sur huit communes et avec douze tronçons affluents.
- le ruisseau de Bussard (rg), 3,6 km sur la seule commune de Auvers-le-Hamon.

## Hydrologie
L'Erve est une rivière assez peu régulière, à l'instar de ses voisines de la région du bassin de la Sarthe.

### L'Erve à Auvers-le-Hamon
Son débit a été observé durant une période de 37 ans (1972-2008), à Auvers-le-Hamon, localité du département de la Sarthe située non loin de son confluent avec la Sarthe. La surface étudiée est de 380 km2, soit la presque totalité du bassin versant de la rivière.
Le module de la rivière à Auvers-le-Hamon est de 2,75 m3/s.
L'Erve présente des fluctuations saisonnières de débit bien marquées, comme très souvent dans le bassin de la Loire. Les hautes eaux se déroulent en hiver et se caractérisent par des débits mensuels moyens allant de 3,95 à 6,74 m3/s, de décembre à mars inclus (avec un maximum très net en janvier, puis en février). À partir du mois de mars, le débit baisse rapidement tout au long du printemps jusqu'à la période d'étiage d'été qui s'étend de juillet à septembre inclus, entraînant une  baisse du débit mensuel moyen jusqu'à 0,536 m3 au mois d'août, ce qui n'est guère très sévère. Mais ces moyennes mensuelles ne sont que des moyennes et occultent des fluctuations bien plus prononcées sur de courtes périodes ou selon les années.

### Étiage ou basses eaux
Aux étiages, le VCN3 peut chuter jusque 0,049 m3/s (49 litres), en cas de période quinquennale sèche, ce qui est assez sévère; le cours d'eau ne tombe cependant jamais à sec.

### Crues
Les crues peuvent être fort importantes, compte tenu de la taille du bassin versant. Les QIX 2 et QIX 5 valent respectivement 41 et 63 m3/s. Le QIX 10 est de 77 m3/s, le QIX 20 de 91 m3, tandis que le QIX 50 se monte à 110 m3/s.
Le débit instantané maximal enregistré à la station de Auvers-le-Hamon a été de 96,2 m3/s le 14 janvier 2004, tandis que la valeur journalière maximale était de 71,9 m3/s le même jour. En comparant la première de ces valeurs à l'échelle des QIX de la rivière, il apparaît que cette crue était un peu plus que d'ordre vicennal, et destinée à se répéter tous les 25-30 ans en moyenne.

### Lame d'eau et débit spécifique
L'Erve est une rivière moyennement abondante, du moins dans le cadre du bassin versant de la Loire. La lame d'eau écoulée dans son bassin est de 227 millimètres annuellement, ce qui est certes bien inférieur à la moyenne d'ensemble de la France tous bassins confondus (330 millimètres par an). C'est aussi quelque peu inférieur à la moyenne du bassin de la Loire (plus ou moins 245 millimètres par an). C'est toutefois supérieur au bassin de la Sarthe (202 millimètres par an sans le Loir), et largement supérieur au bassin du Loir (129 mm/an). Le débit spécifique (ou Qsp) atteint 7,2 litres par seconde et par kilomètre carré de bassin.

## Notice historique[9]
L'Erve prend sa source en Vimarcé près des terres appelées les Privées dans un aveu de Sillé de 1672. Le cours inférieur dépendait de la baronnie de Sablé depuis le moulin de la Panne, et la porte de ville près de son embouchure se nommait Porte d'Erve.
Du XVIe siècle au XIXe siècle, et pour certains d'entre eux, XXe siècle, 43 moulins à eau ont tiré leur énergie mécanique de la rivière : moulins à grains (orge, blé...), à tan, à papier, à foulon (drap), scieries et autres ateliers artisanaux (fabrique de cartes à jouer à Sainte-Suzanne, pilerie de trèfle, moulin concasseur)...
Outre les moulins à blé, les moulins à papier de Sainte-Suzanne et les Forges de Moncor étaient les principales usines établies sur le cours de l'Erve. En l'an VI, les meuniers dont les moulins étaient en dessous de Moncor se plaignirent de ce que le fermier des forges, par l'établissement de deux bocambres pour le lavage du minerai, avait encombré le lit de la rivière et les privait d'eau. De leur côté, les maîtres de forges et les papetiers obtinrent en l'an XI un arrêté préfectoral prescrivant aux riverains, mais aux frais des propriétaires d'usine, le curage et biennage de la rivière, de Vimarcé à Moncor.

## Hydronymie
Le nom de la rivière est attesté sous les formes suivantes : Aqua Arva en 1050; Riparia de Arva en 1109; Ultra Alvam au XIIIe siècle; Sanctus Johannes super Arvam en 1226; Piscatio aque que dicitur Arva en 1265; La paroisse de Bonne-Evre en 1312; Riparia de Erva 1421.
Homonymie avec l'Avre, rivière de Normandie et l'Avre, rivière de Picardie qui sont toutes deux d'anciennes Arva.

## Le site classé de lavallée de l'Erve
- Par décret du 15 juillet 2003, publié au Journal officiel du 22 juillet 2003, le ministère de l'écologie, du développement et de l'aménagement durables a classé l’ensemble, d'une superficie de 436 ha., formé par la vallée de l’Erve sur le territoire des communes de Saint-Pierre-sur-Erve, Saulges et Thorigné-en-Charnie (Critères de classement : pittoresque, scientifique et artistique).
- Entre Saint-Pierre-sur-Erve et Saulges, la vallée de l’Erve présente toutes les manifestations d’une érosion karstique à la faveur d’un affleurement calcaire datant de l’ère primaire. Le site comporte de part et d’autre d’un canyon, long d’environ trois kilomètres pour une centaine de mètres de large et dominé par d’imposants abrupts d’une trentaine de mètres de hauteur, des plateaux ou causses creusés de petits vallons secs, parsemés de pierrailles, hérissés de chicots rocheux et ponctués de petites dépressions fermées au sol généralement plus fertile, et en sous-sol un réseau de gouffres, de couloirs et de salles. Il s’agit d’un véritable événement paysager, sans équivalent dans le massif hercynien de l’ouest de la France, qui contraste avec la campagne bocagère des alentours aux lignes souples et aux versants en pente douce.

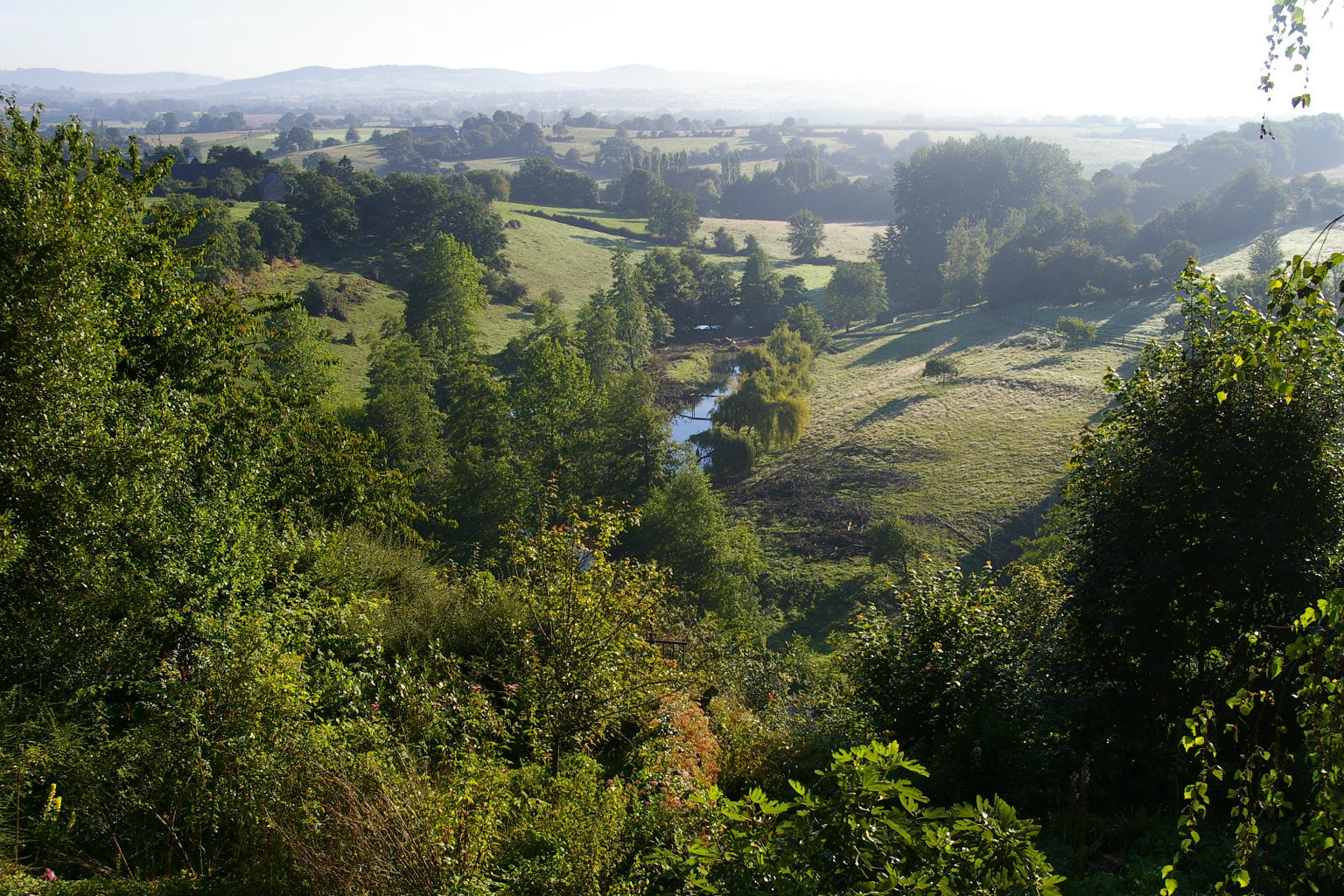
L'Erve entre les Vallées et les Petis-Champs à Sainte-Suzanne.

- Le site de la vallée de l’Erve est également un des plus hauts lieux de la préhistoire du nord-ouest de la France. Comme le note monsieur Allard dans un bulletin de la société préhistorique française de 1976 : « Son importance semble tenir d’abord à la nature calcaire du sous-sol qui a déterminé un relief karstique avec des abris sous roche et des grottes propices à l’installation des populations paléolithiques troglodytes, mais peut-être aussi à une position géographique qui en fait une halte intéressante sur l’une des voies naturelles permettant de relier la Basse Loire à la Normandie ». La révélation de la véritable importance préhistorique de la vallée de l’Erve date de la découverte en juin 1967 de peintures pariétales du paléolithique supérieur dans la grotte de la Dérouine qui a depuis été classée au titre des monuments historiques. Cette découverte est venue conforter la valeur du site qui avait déjà livré un outillage important. De nouveaux objets et ossements, d'un intérêt majeur, ont été trouvés à nouveau depuis 2006.

## Voir aussi

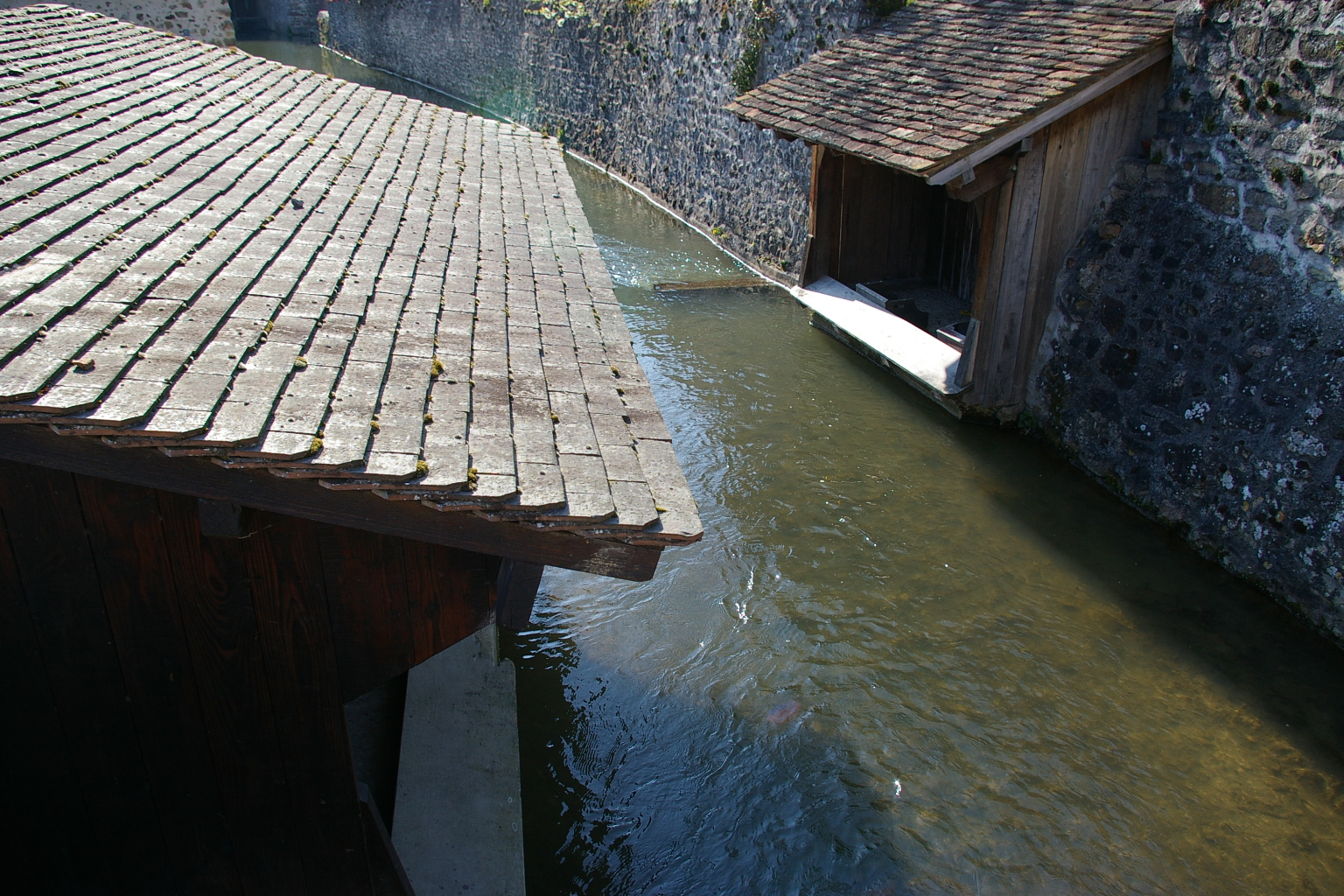
Lavoirs sur l'Erve à Sainte-Suzanne.

## Pêche

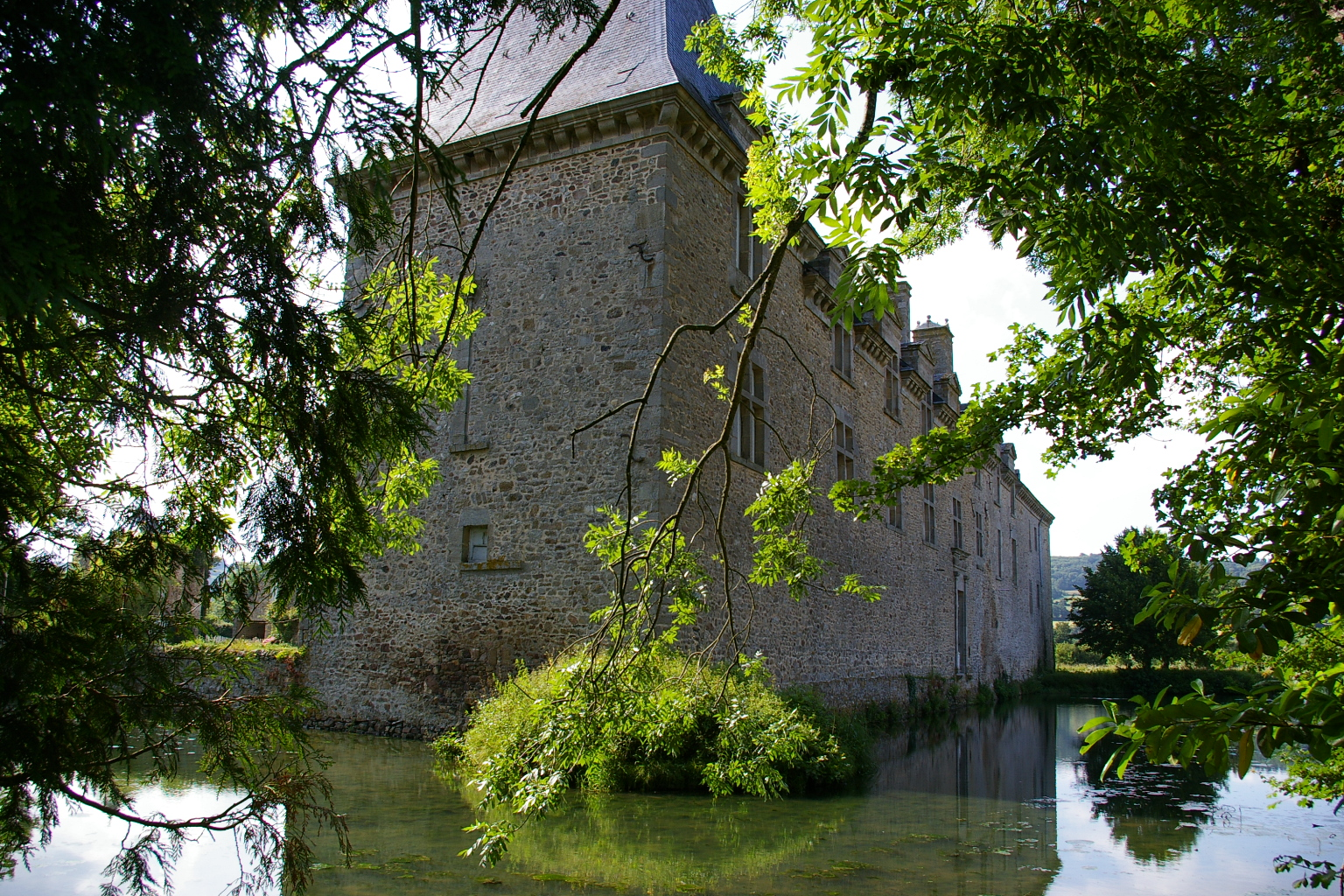
Le Château de Foulletorte à Saint-Georges-sur-Erve.

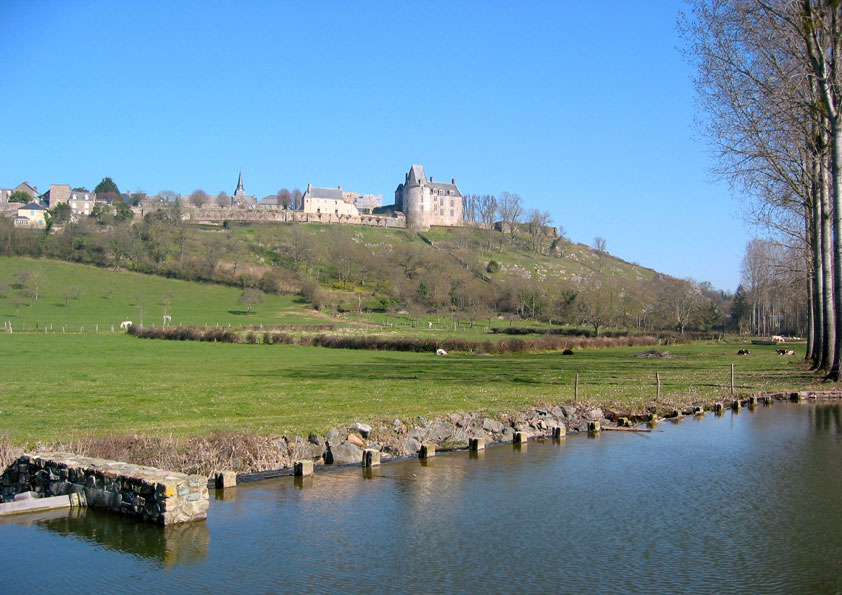
L'Erve aux Choiseaux.

De sa source à Saint-Jean-sur-Erve, l'Erve est classée en première catégorie. En amont, à forte pente et d'une largeur de 5 mètres en moyenne, elle présente un écoulement rapide ponctué par des radiers ou des blocs. La pêche au toc, au vairon sont quelques-unes des techniques utilisées pour la prise de truites fario.
La morphologie de la rivière se modifie à Saint-Jean-sur-Erve : en aval, elle change de catégorie piscicole (deuxième catégorie). Plus large (10 m) et rythmée par de nombreux barrages, l'Erve devient plus calme, propice aux cyprinidés et aux poissons carnassiers.

## Sources
- « Erve », dans Alphonse-Victor Angot et Ferdinand Gaugain, Dictionnaire historique, topographique et biographique de la Mayenne, Laval, A. Goupil, 1900-1910 [détail des éditions] (BNF 34106789, présentation en ligne)
- En Mayenne,... on a la pêche !, document de la fédération de pêche de la Mayenne, 2007, article "L'Erve et le Treulon", page 19.
- Site du ministère de l'écologie, du développement et de l'aménagement durables.